# ごまかし/うつろい
「ごまかし/うつろい」は、TrySailの11枚目のシングル。2020年3月11日にSACRA MUSICから発売された。

## 概要
2020年1月22日発売の「Free Turn」から続いて2020年2枚目のリリース。TrySail初のダブルAサイドシングルだが、「うつろい」は2019年10月28日に、「ごまかし」は2020年1月4日に、それぞれ先行配信リリースを行っている。
収録曲2曲ともメンバー3人が出演するスマートフォンゲーム及びテレビアニメ『マギアレコード 魔法少女まどか☆マギカ外伝』のテーマソングとして用いられ、「ごまかし」はテレビアニメ版オープニングテーマとして、「うつろい」はゲーム版第2部テーマソングとして起用されている。いずれも作詞作曲はゲーム第1部テーマソングである「かかわり」や、作品の原典である『魔法少女まどか☆マギカ』のオープニングテーマでClariSが歌う「コネクト」「ルミナス」「カラフル」を手がけた渡辺翔による。
販売形態は初回生産限定盤（VVCL-1630/1）・通常盤（VVCL-1632）・期間生産限定盤（VVCL-1633/4）の3種。初回生産限定盤には「ごまかし」のミュージックビデオを収録したDVD、期間生産限定盤にはテレビアニメ版『マギアレコード』ノンクレジットオープニング映像を収録したDVDをそれぞれ同梱。初回生産限定盤と通常盤は表題曲のインストゥルメンタルを、期間生産限定盤はそれに加えて「ごまかし」のテレビサイズバージョンと「うつろい」のゲームサイズバージョンを収録。期間生産限定盤のパッケージは、『マギアレコード』の主人公・環いろはが描かれた描き下ろしイラスト仕様となっており、さらにゲーム『マギアレコード』で使用できるシリアルコードも付属する。

## シングル収録内容

### 初回生産限定盤・通常盤
| 全作詞・作曲: 渡辺翔。 |                            |           |            |        |      |
| #                      | タイトル                   | 作詞      | 作曲・編曲 | 編曲   | 時間 |
| 1.                     | 「ごまかし」               | 渡辺翔    | 渡辺翔     | 湯浅篤 | 4:11 |
| 2.                     | 「うつろい」               | 渡辺翔    | 渡辺翔     | 伊藤翼 | 3:49 |
| 3.                     | 「ごまかし」(Instrumental) | 渡辺翔    | 渡辺翔     |        | 4:11 |
| 4.                     | 「うつろい」(Instrumental) | 渡辺翔    | 渡辺翔     |        | 3:49 |
| 合計時間:              | 合計時間:                  | 合計時間: | 16:00      |        |      |

| #  | タイトル                  | 作詞 | 作曲・編曲 | 時間 |
| -- | ------------------------- | ---- | ---------- | ---- |
| 1. | 「ごまかし」(Music Video) |      |            | 4:11 |

### 期間生産限定盤
| #         | タイトル                   | 作詞  | 作曲・編曲 | 時間 |
| --------- | -------------------------- | ----- | ---------- | ---- |
| 1.        | 「ごまかし」               |       |            | 4:11 |
| 2.        | 「うつろい」               |       |            | 3:49 |
| 3.        | 「ごまかし」(TV Ver)       |       |            | 1:29 |
| 4.        | 「うつろい」(Game Ver)     |       |            | 1:29 |
| 5.        | 「ごまかし」(Instrumental) |       |            | 4:11 |
| 6.        | 「うつろい」(Instrumental) |       |            | 3:49 |
| 合計時間: | 合計時間:                  | 18:58 |            |      |

| #  | タイトル                                                                                   | 作詞 | 作曲・編曲 |
| -- | ------------------------------------------------------------------------------------------ | ---- | ---------- |
| 1. | 「TVアニメ「マギアレコード 魔法少女まどか☆マギカ外伝」ノンクレジットオープニングムービー」 |      |            |